# Тшцянка (Новотомиський повіт)
Тшцянка (пол. Trzcianka) — село в Польщі, у гміні Куслін Новотомиського повіту Великопольського воєводства.
Населення — 478 осіб (2011).
У 1975-1998 роках село належало до Познанського воєводства.

## Демографія
Демографічна структура станом на 31 березня 2011 року:
|          | Загалом | Допрацездатний вік | Працездатний вік | Постпрацездатний вік |
| -------- | ------- | ------------------ | ---------------- | -------------------- |
| Чоловіки | 223     | 58                 | 151              | 14                   |
| Жінки    | 255     | 73                 | 140              | 42                   |
| Разом    | 478     | 131                | 291              | 56                   |